# Carl Budischowsky & Söhne
Carl Budischowsky & Söhne (do roku 1871 pouze Carl Budischowsky, česky též Karel Budischowsky & synové ) byla třebíčská společnost, která se zabývala koželužnictvím. Společnost vznikla rozdělením společnosti dvou bratrů – Karla Budischowského a Františka Budischowského. Karel zakoupil objekty a podnikal v Padrtově mlýně v Libušině údolí v Třebíči-Borovině, František hospodařil na Stařečce v objektech svého otce. Karel se kompletně zbavil podílu svého bratra v roce 1853 a začal tak podnikat sám.

## Historie

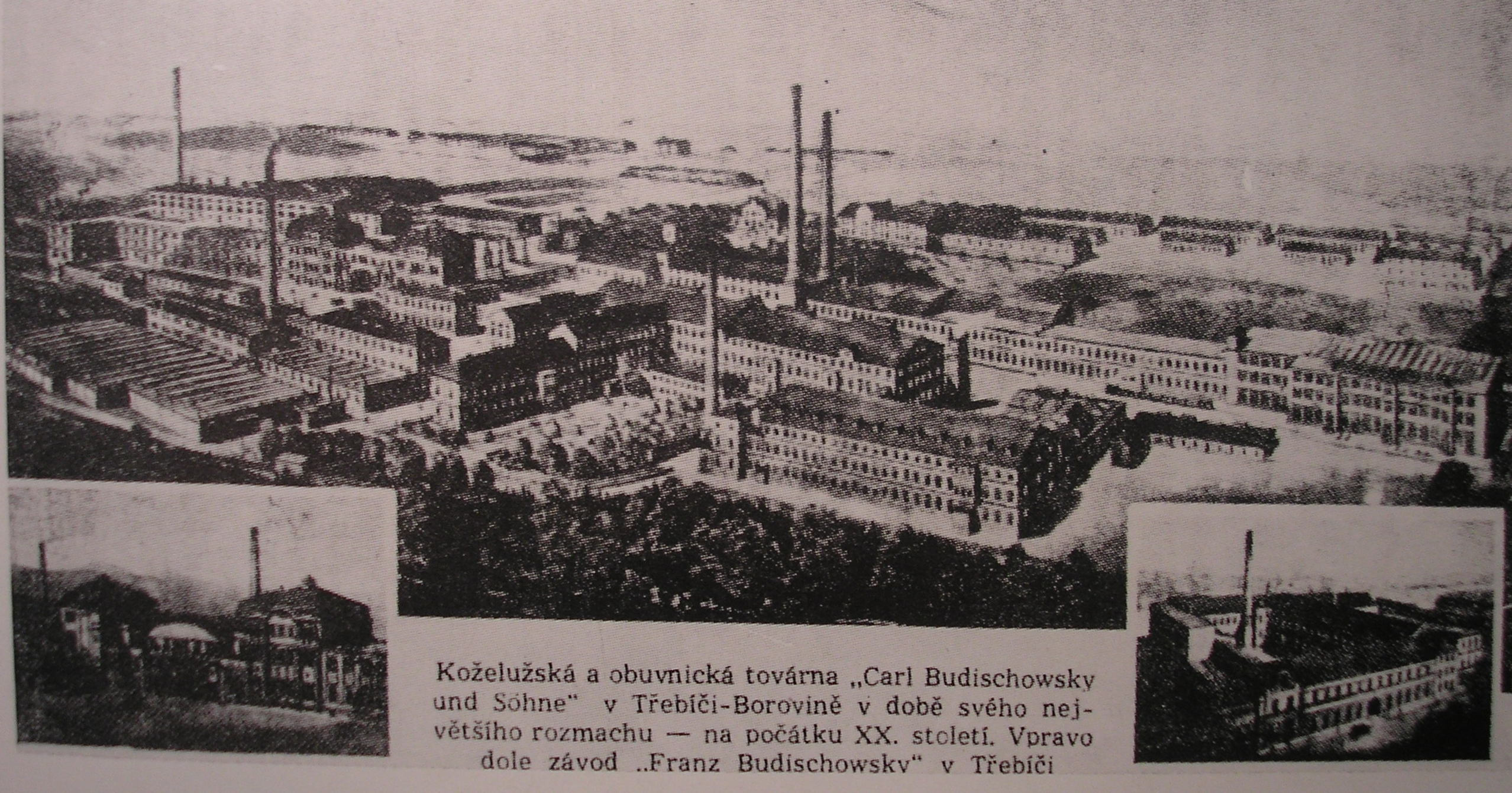
Budovy společnosti Karla Budischovského

V roce 1833 začal společnost Budischowski řídit Karel Budischowský spolu s bratrem Františkem (Franzem), po sňatcích svých dalších sester (Jan Antonín Budischowsky měl osm dětí) s rody Hassků, Fundulusů a Schumpeterů se bratři dostali do pře a tyto vyvrcholily v roce 1842, kdy Karel zakoupil s finančním přispěním svého švagra Karla Leopolda Funduluse Padrtův mlýn na Stařečském potoce v nynějším údolí řeky Jihlavy. Obchod byl uzavřen ke dni 27. září 1842 a to za 9430 zlatých. Karel tak začal budovat nový závod v Borovině, zatímco František de facto vlastnil závody na Stařečce. Ve čtyřicátých letech František zakoupil na Stařečce další sousední dům (č. 81) a zvětšil tak závod, také koupil statek v Kožichovicích a také dům ve Vídni, kam rozšířil výrobu. Někdy v této době mohlo dojít i k zavedení parního stroje do výroby těchto závodů. Udává se, že to mohlo být v roce 1835 či 1862.
V roce 1845 se společnost účastnila vídeňské průmyslové výstavy, další společností z Třebíče byla i firma Hasskova. V roce 1847 společnost Budischowsky rozšířila produkci a konečně navázala spolupráci s vojenským erárem a začala dodávat vojenskou obuv. Některé části obuvi byly outsourcovány jiným pracovníkům v Třebíči. V roce 1853 se Karel zbavil vlastnického podílu Františka na nemovitostech v Libušině údolí a Větrníku v Třebíči. O rok později dostala firma Karla velkou objednávku obuvi od turecké armády a tak bylo nutno pořídit vyšší výkon strojů pro výrobu. Roku 1862 byl zakoupen parní stroj o 16 koních.
Společnost Karla Budischowského v roce 1853 zavedla jako první v Rakousku stroje na štípání kůže, jako první používala v Třebíči parní stroj (jistě doložený v roce 1862, možný již v roce 1835). V tomto roce Karel Budischowsky zastavil platby a vyhlásil konkurs, celková aktiva společnosti byla ve výši 187 867 zlatých, celková pasiva ve výši 259 361 zlatých, předlužení tak bylo ve výši 71 494 zlatých. Společnost se však stabilizovala a v roce 1863 společnost uzavřela smlouvu s rakouskou armádou na tříleté dodávání obuvi a toren pro vojsko, tohoto roku již pracovaly v borovinských závodech dva parní stroje. O rok později, v roce 1864, společnost uzavřela smlouvu dokonce i s mexickou císařskou armádou. Této měla dodávat obuv a výstroj pro vojáky a koně. V roce 1869 společnost Carl Budischowsky zavedla jako první (z důvodu prusko-rakouských válek a vyšších dodávek rakouskému vojsku) Mac Kayiovy stroje na prošívání podešví a v roce 1871 přijal Karel do svého podniku i své dva syny Jana a Augusta, došlo i ke změně v názvu, společnost se jmenovala Karel Budischowsky a synové (německy Carl Budischowsky & Söhne).
Společnost v roce 1871 otevřela filiálku ve Vídni, jeden syn tam řídil výrobu a staral se o obchodní záležitosti, v tomtéž městě se v roce 1873 účastnila světové výstavy, kde obdržela uznání a záslužnou medaili. Koncem 70. let proběhla hospodářská krize, která společnost Karla Budischowského (nyní uváděná zkratka C. B. S.) takřka nezasáhla, naopak v roce 1878 a 1879 proběhly války mezi Ruskem a Tureckem, společnost C. B. S. dodávala obuv oběma armádám a zvláště armádě ruské, dostávala tak šanci kupovat levně kůže. Naopak, společnost Františka Budischowského byla postižena silně a dokonce musela prodat statek v Kožichovicích a domy na Stařečce. Mimo jiné proběhla v sedmdesátých letech stavba silnice z Třebíče do Boroviny a dále do Starče, kde již stálo nádraží. Tuto silnici prosazoval hlavně proněmecký úředník Böhm, ten zadal stavbu vídeňskému inženýrovi Josefu Hanušovi, který stavbu nebyl schopen dokončit a skončil v úpadku. Silnici tak v nákladech 80 000 zlatých zaplatilo a zbudovalo město. V roce 1871 založil Carl Budischowsky dělnický spolek s názvem Spolek ku podporování nemocných dělníků v továrně pánů Karla Budischowského a synů, v roce 1882 dal Budischowsky vysvětit pro tento spolek i prapor – spolek neplnil co měl a nevyplácel svoje zaměstnance, svoji činnost tak ukončil k 1. srpnu 1889.
Kolem roku 1880 nebo 1881 začala společnost používat i chemické činění kůží, později si jak občané města, tak v roce 1883 i městská rada stěžovala na přílišný zápach a znečištění vod Stařečského potoka. Tyto spory se vedly přibližně do roku 1910, kdy došlo k zastavení provozu tří mlýnů na toku pod továrnou. Velké rozšíření filtrační stanice a filtračních bazénů proběhlo ještě v roce 1893. V roce 1889 firma postavila novou budovu (74 × 21 metrů), v roce 1900 byla vybudována i barvírna kůží a také 40 metrů vysoký tovární komín. Kolem roku 1899 byla zprovozněna i nová cihelna, předtím byly budovány i kolny na vozy či seno a skleníky u domu pána Budischowského. V roce 1893 byl kolaudován i nový rybník, nynější Borovinský rybník. V osmdesátých letech také mělo dojít k zavedení elektrického proudu v těchto továrnách, první lampy jsou vidět již na fotografiích z roku 1888, v roce 1896 se navyšoval výkon dynama. Samotné město Třebíč získalo přístup k elektřině až v roce 1903, kdy začala fungovat elektrárna firmy Ganz a Gomperz z Budapešti.
Dařilo se i filiálkám ve Vídni i jiných městech, vídeňské sídlo společnosti se nacházelo na Untere Donaustrasse, koželužskou výrobu zavedli ještě v Braunhubergasse v Simmeringu a v roce 1892 oznámila filiálka firmy v čele s Augustinem Budischowskym, že se spojuje s firmami Wilhelmsburger Lederfabrik S. a J. Flesch, Wilhelmsburg, J. Krumpöck a R. Weingartner. Název nového uskupení, které vedl opět Augustin Budischowsky byl Lederindustriegesellschaft für Heeresausrüstung von Budischowsky, Flesch et Consorten. Společnost se tak stala největším výrobcem kůží i obuvi v Rakousku. V devadesátých letech 19. století se začaly rozvíjet odborová hnutí dělnictva a začala se zvětšovat jejich jednací síla, již 3. srpna 1890 byla svolána schůze obuvnického dělnictva, která byla obratem zakázána a konala se tak až o týden později. Jednalo se o: dnešních poměrech a bytech dělníků obuvnických, o obuvnickém sjezdu ve Vídni a o volných návrzích, k prvnímu bodu mluvil blízký spolupracovník Josefa Hybeše anarchista František Hořák, ten prohlásil, že veškeré dělnictvo světa je mizerně placeno a je nutno vést boj proti veškerému kapitálu, dalším mluvčím byl František Beneš, jenž mluvil o nadcházejícím sjezdu ve Vídni. Po tomto sjezdu bylo oznámeno, že by měl být vytvořen obuvnický odborný spolek, v čele přípravného výboru stál František Beneš. Tento spolek byl důležitým pro celou Moravu, jeho jméno bylo Odborný obuvnický spolek pro celou Moravu se sídlem v Třebíči, počátkem roku 1893 začal v Třebíči vycházet odborový časopis Obuvník – tento byl cenzurován jak v Třebíči, tak i v tiskárnách v Brně.
V červnu roku 1895 se konala v Třebíči konference obuvníků, tato konference byla okresním komisařem rozpuštěna a svolavatelé byli v Jihlavě odsouzeni na několik dní vězení. I podle dalších zpráv z Kubešových Listů ze západní Moravy žili dělníci velmi nuzně, vydělávali si 4–6 zlatých týdně, také se v prosinci roku 1898 psalo, že byli propuštěni dělníci ze Subakovy továrny. Dalším časopisem, který v Třebíči vycházel a také se zmiňoval o nuzných poměrech dělníků byla Stráž, dělníci podle článku Boj o chleba pracují od 4 hodin ráno do 8 hodin večer.

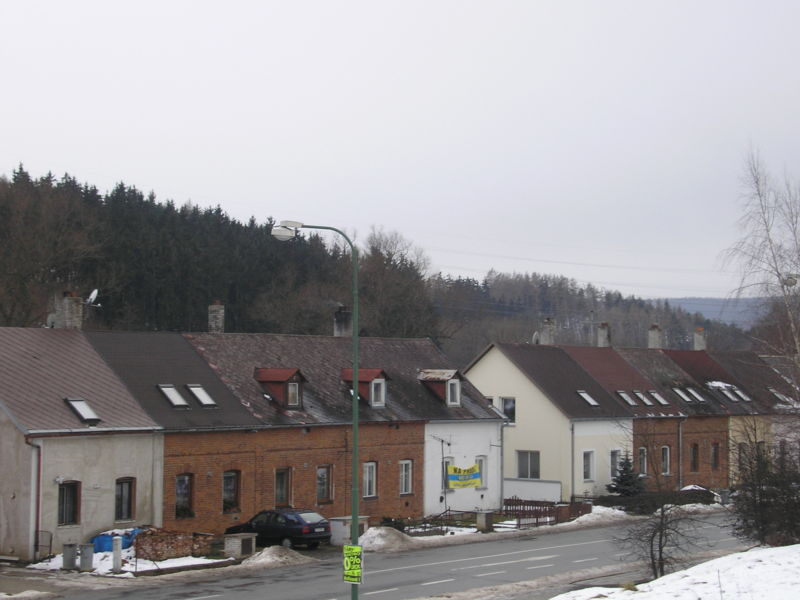
Část dělnických řadových domků vybudovaných společností v anglickém stylu

V lednu roku 1902 v borovinské továrně vypukl požár, který poškodil strojovnu, koželužskou dílnu a přípravnu pro dílny, na půl roku byla omezena výroba, nicméně již od letních měsíců téhož roku byla výroba modernizována a znovu spuštěna. Téhož roku byla postavena i závodní restaurace a během dalších dvou roků i obytný dům pro mistry a v roce 1905 začaly být stavěny první domky v dělnické kolonii ve staré Borovině, tato kolonie byla dokončena v roce 1912. Roku 1907 byl u budovy sušárny postaven nákladní výtah a došlo i k nadstavbě na této budově, za další tři roky byl postaven nový obuvnický sál (hala), také roku 1910 byl nedaleko nádraží ve Starči postaven srubový hotel (náklad 1000000 rakouských korun), hotel měl sloužit k ubytování zákazníků a hostů z Vídně a měl být přepychově zařízen, v roce 1914 vyhořel a nebyl znovu obnoven.
O velkém rozvoji společnosti v prvních letech 20. století vypovídá, že pro tuto pracovalo 1000 zaměstnanců již v roce 1906, společnost také rozšiřovala své portfolio a zakupovala další společnosti. Vídeňský pobočný závod byl rozšířen o další koželužnu v Simmeringu, o výrobnu řemenů a potřeb z kůže, o koželužnu ve Štadlavě. Společnost také převzala a vlastnila společnost dodávající vojenskou výstroj (Lederindustriegesellschaft für Heeresausrüstung von Budischowsky, Flesch et Consorten) a řídila také koželužnu firmy Josef Schmidts Nachfolger v Bošanech u Trenčína. V souvislosti se společností Budischowsky se uvádí ještě podíly v koželužnách v Temešváru v Rumunsku, obchod s obuví ve Štýrském Hradci. V roce 1908 byl Jan Budischowsky oceněn rytířským křížem řádu Františka Josefa a byl mu udělen titul císařský rada, o rok později se ze společnosti stala společnost s ručením omezeným (vedení společnosti: Jan Budischowsky, Augustin Budischowsky, Arnošt Budischowsky) a o rok později se oficiálním sídlem společnosti stala Vídeň.
Na konci 19. století nechala společnost Karla Budischowského postavit první budovy v areálu tehdejšího BOPO, mimo jiné hlavní bránu a přilehlé objekty. Během první světové války pak vznikla společnost Busi, továrna na obuv, ta byla založena společnostmi Carl Budischowsky & Söhne a J. Sigle a spol.. Působila v Třebíči a v Brně i po vzniku ČSR, kdy však společnost měla velké finanční problémy a nepomohla ani reorganizace. Později získala firemní akcie Moravská banka, od této banky pak majetek společnosti zakoupila společnost Baťa. V roce 1932 pak zrušila provoz v Třebíči.
V roce 1931 tyto budovy odkoupil zlínský podnikatel Tomáš Baťa, někdy po roce 1936 měly být postaveny i další budovy. Ty byly postaveny podle standardních plánů společnosti Baťa. Ve stejné době začaly být stavěny známé borovinské dvojdomky, tyto domky i zbylé budovy postavené v areálu společnosti navrhli František Gahura, Vladimír Karfík a Miroslav Lorenc.